# Consell Regional de Sdot Nègueb
El Consell Regional de Sdot Nèguev (en hebreu: מועצה אזורית שדות נגב) (transliterat: Moatza Azorit Sdot Nèguev) és un consell regional situat en el desert nord-oest del Nèguev, en el Districte meridional d'Israel. El consell regional de Sdot Nèguev va ser establert en 1951 pels colons de l'organització sionista religiosa HaPoel HaMizrahi. El consell regional inclou 16 comunitats: 2 quibutsim, 12 moixavim, i 2 assentaments comunitaris. Malgrat els freqüents atacs amb coets des de la propera Franja de Gaza, la població de la regió de Sdot Nèguev ha augmentat un 55 % per cent des de 2006. Els residents del consell han citat el sistema educatiu, l'atmosfera, i l'estil de vida rural com a incentius per anar a viure al desert del Nègueb.

## Llista de municipis

### Quibutsim
- Alumim
- Saad

### Moixavim
- Beit HaGadi
- Givolim
- Kfar Maimon
- Mlilot
- Sharsheret
- Shibolim
- Shokeda
- Shuva
- Tkuma
- Yoshivia
- Zrua
- Zimrat

### Assentaments
- Magalim
- Tushia